# Belleville, Rhône
Belleville este o comună în departamentul Rhône din sud-estul Franței. În 2009 avea o populație de 7.541 de locuitori.

## Evoluția populației
| An        | 1975  | 1982  | 1990  | 1999  | 2006  | 2009  |
| --------- | ----- | ----- | ----- | ----- | ----- | ----- |
| Populație | 6.360 | 6.397 | 5.935 | 5.840 | 7.113 | 7.541 |